# 1979-es UEFA-szuperkupa
Az 1979-es UEFA-szuperkupa a hatodik európai labdarúgó-szuperkupa volt. A két mérkőzésen az 1978–1979-es bajnokcsapatok Európa-kupája-győztes angol Nottingham Forest és az 1978–1979-es kupagyőztesek Európa-kupája-győztes spanyol Barcelona játszott.
Az első mérkőzést 1–0-ra nyerte a Nottingham hazai pályán. A visszavágón az angol csapat idegenben 1–1-es döntetlent ért el, ezzel megnyerte a szuperkupát.

## Eredmények

### Első mérkőzés
| 1980. január 30. |

| Nottingham Forest | 1–0   | Barcelona |
| ----------------- | ----- | --------- |
| George 9'         | (1–0) |           |

| City Ground, Nottingham |

### Második mérkőzés
| 1980. február 5. |

| Barcelona              | 1–1   | Nottingham Forest |
| ---------------------- | ----- | ----------------- |
| Roberto 25' (11-esből) | (1–0) | Burns 42'         |

| Camp Nou, Barcelona |

A szuperkupát a Nottingham Forest FC nyerte 2–1-es összesítéssel.
| Az 1979-es UEFA-szuperkupa győztese |
| ----------------------------------- |
| Nottingham Forest FC 1. cím         |

## Lásd még
- 1978–1979-es bajnokcsapatok Európa-kupája
- 1978–1979-es kupagyőztesek Európa-kupája